# Michel Nadorp
Michel Nadorp (Rotterdam, 10 mei 1960) is een huistekenaar in de Nederlandse Disney-tekenstudio van uitgeverij Sanoma. Hij geldt als één van de meest toonaangevende coverillustratoren, waardoor zijn werk kan worden gezien als het uithangbord van de Nederlandse Disneypublicaties. Nadorp is het langst dienende lid van de studio, waar hij door de jaren heen heeft samengewerkt met Frans Hasselaar, Ed van Schuijlenburg, Wilma van den Bosch, Viktor Venema en Jan-Roman Pikula.

## Jonge jaren en vroege carrière
Nadorp begon zijn carrière in 1979 als leerling van Fred Julsing. Tijdens deze periode hielp Michel met de inkleuring van de strip 'Witte's dagboek' voor Taptoe. Hij tekende in deze tijd ook zijn eerste, onuitgegeven strip 'Kick en de Onderwereld'. Julsing deed een goed woordje voor zijn leerling bij de Nederlandse Disney-redactie van uitgeverij Oberon, waar hij in 1980 onder begeleiding van Daan Jippes aan de slag kon.

## Donald Duck
Tot zijn vroege werk behoorde het tekenen van covers voor het weekblad Donald Duck en het nu opgeheven Mickey Maandblad. Sindsdien behoort zijn voornaamste werk tot het tekenen van posters en covers. Bijna alle covers voor de Nederlandse Donald Duck pockets zijn van zijn hand en zijn tekenwerk siert nog steeds regelmatig de covers van het weekblad Donald Duck en de maandelijke Donald Duck Extra. Zijn covertekeningen zijn eveneens voor buitenlandse Disney-publicaties hergebruikt. Tussen 2007 en 2012 heeft Nadorp ook exclusieve coverillustraties voor Aku Ankka Ekstra uit Finland gemaakt. Tussen 1980 en 2000 illustreerde Nadorp ook meer dan 50 stripverhalen met personages als 'Donald Duck', 'Dumbo', 'Goofy' en 'Mickey Mouse' in de hoofdrol. Samen met redacteur Jos Beekman zette hij populaire rubrieken op zoals de raadselstrip 'Mickey Lost 't Op' (2000-2010) en Goofy's educatieve strip 'Goofy Geeft Les' (sinds 1999). Jan-Roman Pikula nam uiteindelijk het tekenwerk van de Mickey-rubriek over. Nadorps tekeningen worden verder voor promotionele doeleinden en online producten gebruikt, zoals Ducktypen en de DuckWorld Adventures game.

## Eigen strips
Behalve zijn vaste Disney-werk, heeft Michel Nadorp aan een aantal overige stripprojecten gewerkt. Tijdens de jaren 1980 maakte hij strips als 'De Nitwits' (met Frans Hasselaar) en 'Zus & Zo' (met Joost Timp) voor Club Veronica. Samen met zijn vriend en collega Frans Hasselaar maakte hij verder tijdens de jaren 1980 de strip 'Ab van de AbvaKabo' voor het Nederlandse vakbondsblad AbvaKabo. Hun gagstrip 'Max!' verscheen van 1996 tot 1999 in het jongerenblad Hitkrant. Hij heeft verder een 'Spider-Man' verhaal getekend voor de superhelden-schoolagenda van 1990-1991. In 2017 tekende hij een verhaal van Frans Hasselaar's superheldenparodie 'Beterman' voor het vierde nummer van StripGlossy. De vorige afleveringen werden door Maarten Gerritsen en Tim Artz getekend.

## Covers
Voor het stripblad Eppo heeft Nadorp coverillustraties gemaakt voor buitenlandse aankoopstrips als 'Lucky Luke' van Morris, 'Olivier Blunder' van Greg, 'Suske en Wiske' van Willy Vandersteen, 'Flippie Flink' van Mort Walker, 'Blondie' van Chic Young en 'Asterix' van Albert Uderzo.

## Artikelen over superhelden
Nadorp is een kenner van Amerikaanse superheldenstrips en heeft diverse artikelen over dit onderwerp geschreven voor de stripinformatiebladen Stripschrift en Striprofiel. Samen met Ger Apeldoorn begon hij de rubriek 'Stars & Strips', die aanvankelijk in Wordt Vervolgd and daarna in Stripschrift verscheen. Tegenwoordig wordt de rubriek geschreven door Olav Beemer. Nadorp tekende verder een speciale 'Spiderman' strip voor de Superheldenagenda 1990/1991.
- Nederlandse Thesaurus van Auteursnamen: 274539225
- Virtual International Authority File: 280048518
- WorldCat: E39PBJyxjP8dHtrWHfChDfdRKd